# 26. konjeniški polk (Italija)
26. konjeniški polk Cavalleggeri di Vercelli je bil konjeniški polk Kraljeve italijanske kopenske vojske.